# Glympis ignilinea
Glympis ignilinea är en fjärilsart som beskrevs av Dyar 1913. Glympis ignilinea ingår i släktet Glympis och familjen nattflyn. Inga underarter finns listade i Catalogue of Life.